# Deseado (departamento)

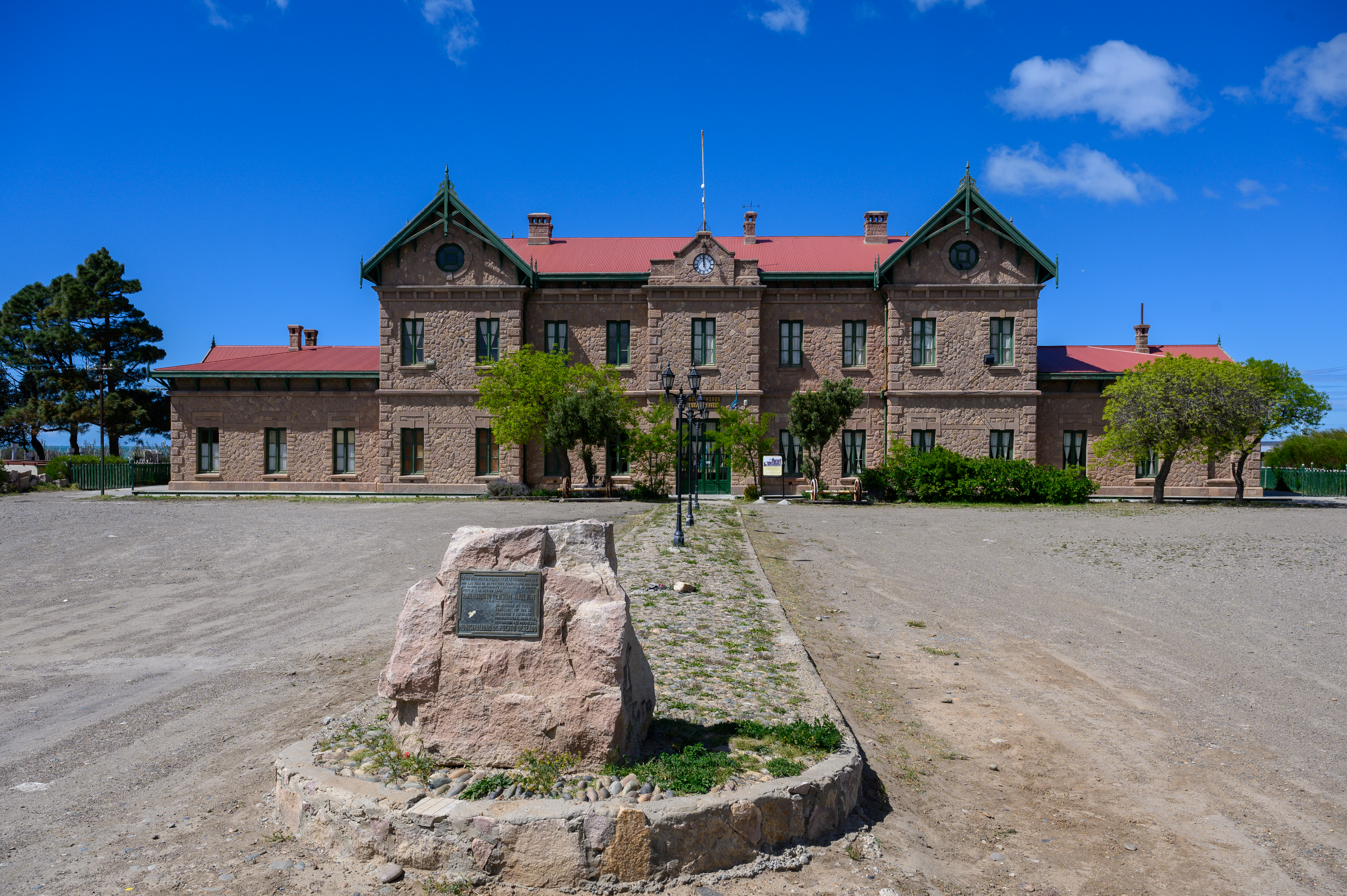
Estação de trem (Museu) Puerto Deseado/Argentina

Deseado é um departamento da Argentina, localizado na província de Santa Cruz.